# Olivine River
Der Olivine River ist ein Fluss im Westen der Südinsel Neuseelands. Er entspringt an der Nordwestflanke des 2204 m hohen Niobe Peak und fließt zunächst in westlicher, dann nördlicher, dann nordöstlicher Richtung bis zur Nordostspitze der Bryneira Range. Dort nimmt er den Forgotten River auf, einen der Abflüsse des Olivine Ice Plateau. Er fließt in nordwestlicher Richtung weiter bis zur Mündung in den Pyke River. Kurz davor stürzt das Wasser bei den Olivine Falls 71 m.